# Toon Aerts
Toon Aerts (Malle, 19 de octubre de 1993) es un ciclista belga. Combina el ciclocrós y la carretera.

## Palmarés

### Ciclocrós
| 2016 - Campeonato Europeo de Ciclocrós 2019 - 3.º en el Campeonato Mundial de Ciclocrós - Campeonato de Bélgica de Ciclocrós - Copa del Mundo 2020 - Copa del Mundo - 3.º en el Campeonato Mundial de Ciclocrós - 3.º en el Campeonato de Bélgica de Ciclocrós 2021 - 2.º en el Campeonato de Bélgica de Ciclocrós - 3.º en el Campeonato Mundial de Ciclocrós - Superprestigio |

### Ruta
2017
- Trofeo Internacional Jong Maar Moedig